# Choquequirao

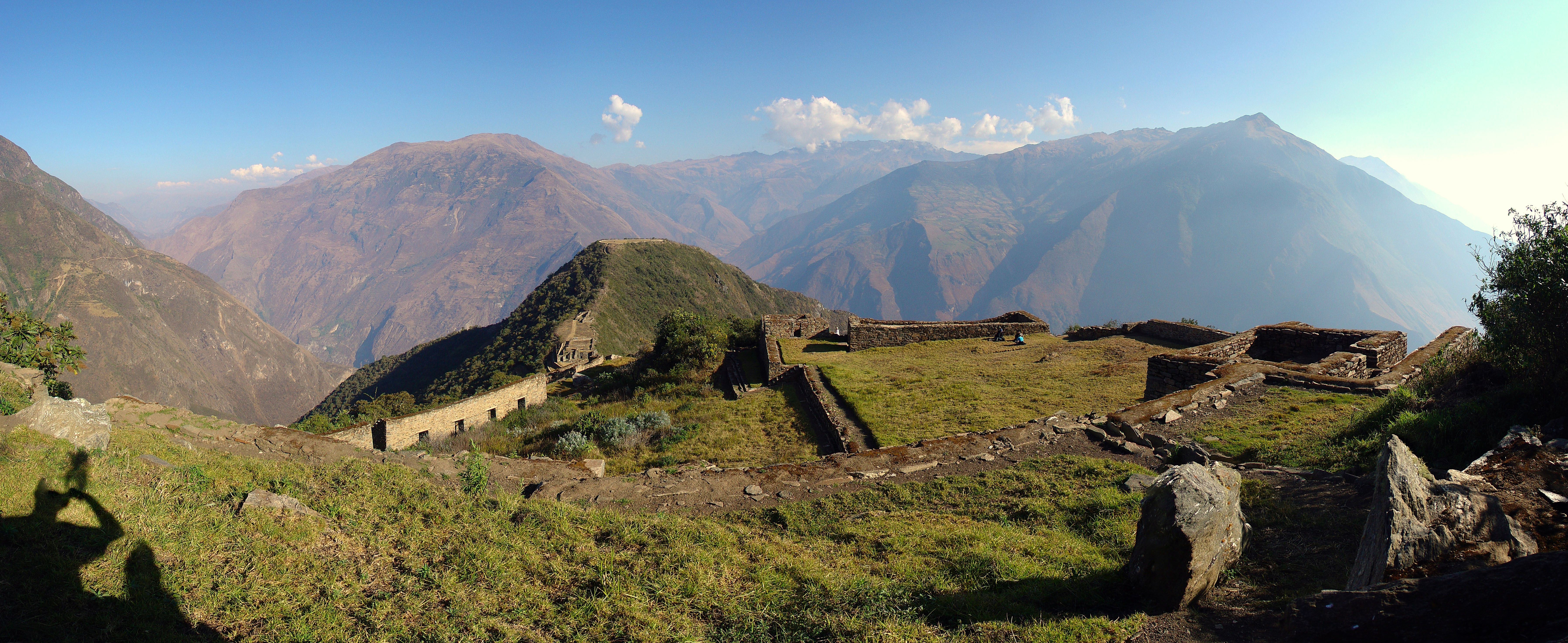
Choquequirao

Choquequirao (auch: Choquequirau, moderne Quechua-Schreibung Choqek’iraw) ist eine nur teilweise ausgegrabene Ruinenstadt der Inka im Süden Perus. Wegen der Ähnlichkeit in Aufbau und Architektur wird sie auch „Schwester Machu Picchus“ genannt.

## Lage
Choquequirao befindet sich auf 3085 Höhenmetern auf einem Berg an den Ausläufern der Salcantay-Gebirgskette umringt von schneebedeckten Gipfeln im äußersten Süden des Distrikts Santa Teresa in der Provinz La Convención, Region Cusco, Peru, oberhalb des Río Apurímac. Die Anlage lässt sich nur mit einem mehrtägigen Fußmarsch erreichen, weshalb sie im Vergleich zu Machu Picchu nur von einer verschwindend geringen Zahl von Touristen besucht wird.

## Geschichte
Die Anlage wurde vermutlich im 15. Jahrhundert während der Herrschaft des Inkas Pachacútec erbaut und gilt als eine der letzten Bastionen des Widerstandes gegen die Spanier nach der gescheiterten Belagerung von Cusco im Jahre 1537 unter dem Inka-Herrscher Manco Cápac II. Sie war vermutlich ein Kontrollpunkt für den Zugang ins Vilcabamba-Dreieck und kulturelles und religiöses Zentrum der Region. Zudem wird der Stadt eine wichtige Rolle als Bindeglied zwischen dem Amazonas-Dschungel und Cusco zugeschrieben.

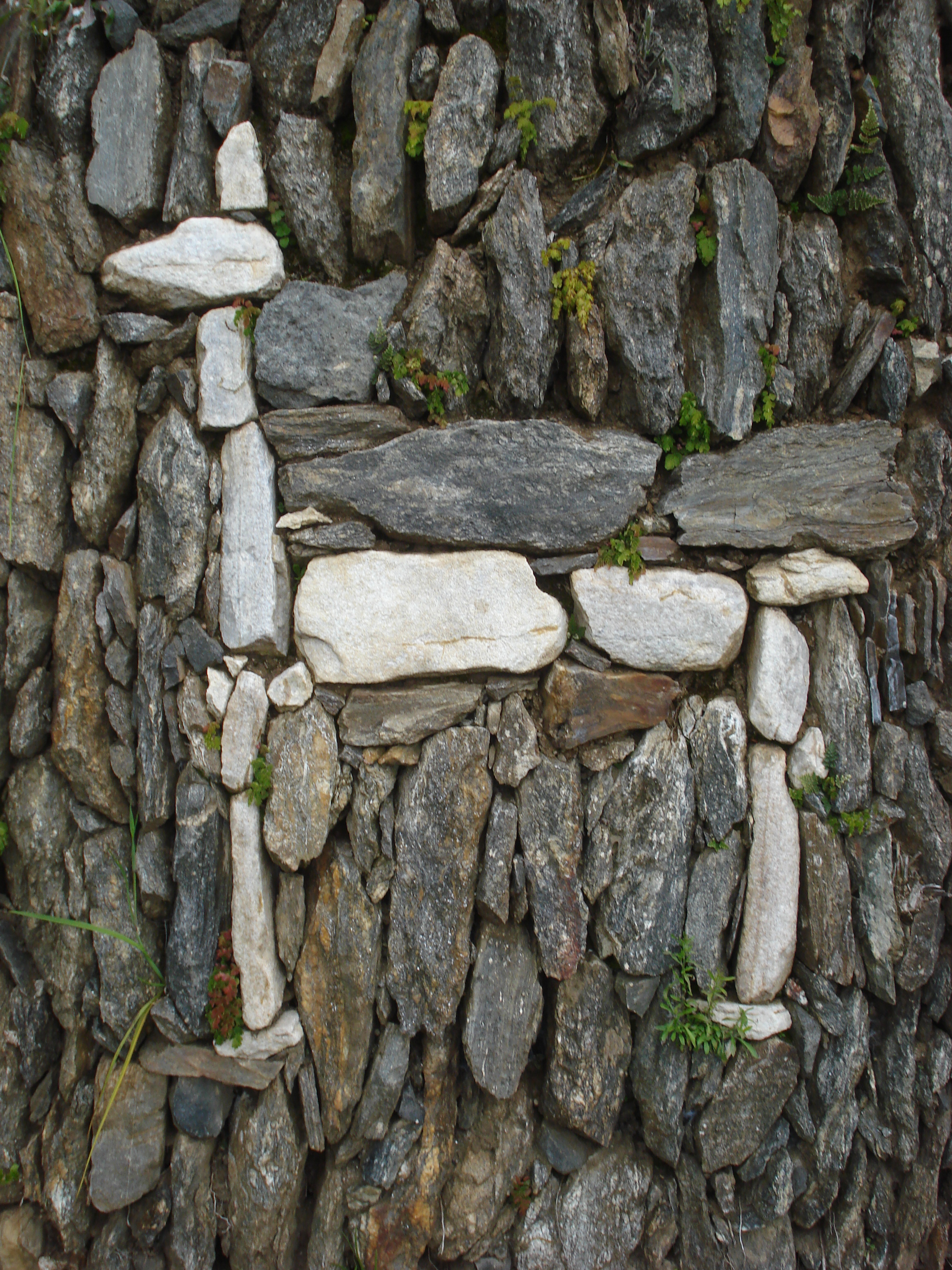
Lamadarstellung in einer Steinmauer

## Anlage
Choquequirao ist in der für die Inka typischen Terrassen-Bauweise angelegt. Um einen zentralen Platz sind Tempel und Regierungsgebäude sowie Wohnhäuser der Aristokraten angeordnet. In den Außenbezirken befinden sich die Wohnhäuser der übrigen Bevölkerung zu kleinen Dörfern gruppiert. Die Stadt besitzt zahlreiche Kanäle, Aquädukte und Brunnen. Die Gebäude sind meist erstaunlich gut erhalten.
Der gesamte Komplex umfasst circa 1.800 ha, von denen bisher 30–40 % ausgegraben wurden. Im Osten des Hauptplatzes befinden sich die Lama-Terrassen, bei denen in den dunklen Terrassen-Wänden mit hellen Steinen Lamas abgebildet wurden. Es gibt einen Aussichtspunkt, von dem aus die Anordnung der Lama-Bildnisse gut zu sehen sind. 2009 waren die Ausgrabungen noch nicht weit genug gediehen, um die möglicherweise vorhandene Struktur der Abbildungen zu erfassen. Im Süden des Hauptplatzes liegen ausgedehnte Terrassen direkt vor einem steilen, tiefen Abgrund und eine Wasserfall-Kaskade. Gut 3 Stunden nach Norden liegen weitere Terrassen mit teilweise intaktem Bewässerungssystem.

## Namensgebung
Da die Inka keine Schrift kannten und die Stadt lange Zeit vergessen war, ist der ursprüngliche Name nicht überliefert. Der Name Choquequirao (moderne Schreibung Choqek’iraw) ist Quechua und eine Schöpfung der Neuzeit. Er bedeutet so viel wie „Wiege des Goldes“.

## Entdeckung
Erste schriftliche Zeugnisse gibt es aus dem Jahre 1768 durch Cosme Bueno, die aber weitgehend unbeachtet blieben. 1834 entdeckte Eugène de Santiges die Stadt wieder. 1837 erstellte Léonce Agrand die ersten bekannten Karten der Stadt, die danach aber wieder in Vergessenheit geriet. Größere Bekanntheit erlangte die Stätte im Jahre 1909 durch Hiram Bingham, einem der Entdecker Machu Picchus. Den ersten wissenschaftlichen Bericht verfasste Max Uhle.
Erste Ausgrabungen fanden erst in den 1970er Jahren statt. Bis dahin war die Stadt längst geplündert worden.

## Filme
- Thomas Aders: Sieger, Sagen, Sonnentempel – Die Neuentdeckung von Perus Vergangenheit. ca. 58 Min., ausgestrahlt von 3sat am 26. Juni 2011.[3]
- Peter Eeckhout: Die heilige Geografie der Inka. ARTE-Reihe Enquêtes archéologiques / Abenteuer Archäologie. 27 Min., ausgestrahlt von Arte am 24. Mai 2025 (Eeckhout begleitet Thibault Saintenoy nach Choquequirao, der die Erkenntnisse der frankoperuanischen Forschungsgruppe erläutert). Mediathek (verfügbar bis zum 31. August 2025).